# ブライアン・フォックス
ブライアン・フォックス（英: Brian Jhan Fox、1959年12月11日 - ）は、アメリカのコンピュータプログラマであり、自由ソフトウェアの提唱者である。彼はGNU Bashシェルの原作者であり、1989年6月にベータ版として発表した。少なくとも1993年初頭までBashのメインのメンテナーを務めた。また、1995年にウェルズ・ファーゴ向けに米国初のインタラクティブオンラインバンキングソフトウェアを構築し、2008年にはオープンソースの選挙システムを制作した。

## フリーソフトウェア財団
1985年、フォックスはリチャード・ストールマンとともに、ストールマンが新たに設立したフリーソフトウェア財団で働いた。FSFでは、GNU Bash、GNU Makeinfo、GNU Info、GNU Finger、GNU Echo、readline、historyライブラリを開発した。
また、一時期GNU Emacsのメンテナーを務め、1986年から1994年にかけてGNUプロジェクトのソフトウェアの開発と保守に多く貢献した。

## オープンソースの選挙システム
2008年、フォックスはアラン・デッチャート、ブレント・ターナーと協力し、完全にオープンソースの選挙システムを開発した。このシステムはパーカー・アバクロンビーと共同でコーディングされ、同年8月5日から7日にかけてサンフランシスコのモスコーニ・センターで開催されたLinuxWorldカンファレンスでデモが行われた。
フォックスはまた、California Association of Voting Officials (CAVO)とNational Association of Voting Officials (NAVO) の創設メンバーでもある。これらの非営利団体は、公選で使用するためのオープンソースの投票システムを推進している。フォックスは2015年に元CIA長官のジェームズ・ウールジーと共著でニューヨークタイムズの記事を執筆し、オープンソースの選挙システムが外国勢力による干渉から米国選挙を守る手段として有効であると主張した。

## その他のソフトウェア
フォックスはまた、Apple II用のEmacsの簡易的な実装であるAMACSも作成した。

## 親戚
6人兄弟の4番目として生まれた。きょうだいには作曲家でミュージシャンのドナル・フォックス、タデウス・フォックス、エナ・フォックス、ダニエル・フォックス、サラ・フォックスレイがいる。彼は物理学者で教育者のハーバート・フォックスの息子であり、ミスター・モノポリーの作者である芸術家のダニエル・フォックスの孫でもある。